# Lâmpsaco (cidade)
Lâmpsaco era uma antiga cidade grega estrategicamente localizada no lado oriental do Helesponto, no norte de Trôade.

## História
Originalmente conhecido como Pitiusa ou Pitiussa  (em grego clássico: Πιτυούσ(σ)α), foi colonizado de Foceia e Mileto. No século VI a.C., Lâmpsaco foi atacado por Milcíades, o Velho e Esteságoras, os tiranos atenienses da vizinho Quersoneso trácia. Durante os séculos VI e V a.C., Lâmpsaco foi sucessivamente dominado pela Lídia, Pérsia, Atenas e Esparta. Os tiranos gregos Hípoclo e mais tarde seu filho Acântides governaram sob Dario I. Artaxerxes I atribuiu-o a Temístocles com a expectativa de que a cidade abastecesse o rei persa com seu famoso vinho. Quando Lâmpsaco se juntou à Liga de Delos após a Batalha de Mícale (479 a.C.), ela pagou um tributo de doze talentos, um testemunho de sua riqueza; teve cunhagem de ouro no século IV a.C., atividade disponível apenas para as cidades mais prósperas.